# Fuji-Yoshida
Fujiyoshida (富士吉田市, Fujiyoshida-shi) és una ciutat de la prefectura de Yamanashi, al Japó.
El febrer de 2016, la ciutat tenia una població estimada de 50.426 habitants i una densitat de població de 414 habitants per km². L'àrea total és de 
121.74 km².

## Geografia
Fujiyoshida està situada a la base del mont Fuji, i està construïda sobre corrents antics de lava. És considerada una ciutat d'alta elevació, situada entre 2.140 i 2.800 metres sobre el nivell del mar. La ciutat està localitzada entre dos dels cinc llacs del Fuji.

### Municipalitats veïnes
- Prefectura de Yamanashi
  - Tsuru
  - Districte de Minamitsuru: Nishikatsura, Oshino, Yamanakako, Narusawa, Fujikawaguchiko
- Prefectura de Shizuoka
  - Fujinomiya
  - Districte de Sunto: Oyama

## Economia
Durant segles, els artesans de l'àrea de Fujiyoshida han produït tèxtils d'alta qualitat, i ara la ciutat és el centre tecnològic i de comerç del sud de la prefectura de Yamanashi.

## Agermanament
- Colorado Springs, Colorado, Estats Units, des del 1962[2]
- Chamonix-Mont Blanc, France, des del 1978[3]